# きらきらにひかる
「きらきらにひかる」は、いきものがかりの楽曲。自身の7作目の配信シングルとして、ソニー・ミュージックレーベルズ / エピックレコードジャパンからダウンロード配信で2020年8月31日に発売された。

## 概要
前作より約5ヶ月ぶりのシングル。
テレビ朝日系 木曜ドラマ『未解決の女 警視庁文書捜査官』第2シリーズの主題歌に使用されている。MVには同ドラマの主演の波瑠が出演している
。
7月24日放送のテレビ朝日系列『ミュージックステーション 3時間半スペシャル』でテレビ初披露された。
発売前夜の8月30日（日）23時50分頃より、水野良樹、山下穂尊によりインスタライブが行われ、配信スタートと同時に同曲のミュージックビデオがいきものがかり Official YouTube Channelでプレミア公開された。
8月31日放送のTBS系列『CDTVライブ!ライブ!』でフルサイズの歌唱をした。

## 収録曲
| 全作詞・作曲: 水野良樹。 |                      |           |            |          |      |
| #                        | タイトル             | 作詞      | 作曲・編曲 | 編曲     | 時間 |
| 1.                       | 「きらきらにひかる」 | 水野良樹  | 水野良樹   | 島田昌典 | 5:03 |
| 合計時間:                | 合計時間:            | 合計時間: | 5:03       |          |      |

## 参加ミュージシャン
- いきものがかり
  - 吉岡聖恵：Vocal & Background Vocal
  - 水野良樹：Electric Guitar
  - 山下穂尊：Acoustic Guitar

【サポートメンバー】
Drums：玉田豊夢
Bass：安達貴史
Acoustic & Electric Guitar：西川進
Strings：室屋光一郎ストリングス
Acoustic Piano, Organ,Keyboards & All Other Instruments：島田昌典